# Credo LH 12
A Credo LH 12 autóbusz a Credo autóbusz-típuscsalád tagja volt, a Krankovics István tulajdonában álló győri Kravtex-Kühne Csoport gyártotta, 2008-tól.
A cég hosszabb távú, helyközi autóbusz modellje volt. Az IC 12 típusnál magasabb padlószinttel (1000 mm) és komfortfokozattal rendelkezett. A gyártó ezen a típuson alkalmazta először az új formavilágú homlokfalat, ami azóta az EC illetve IC 12 típusokon is megjelent. 
2008-ban az LH 12 a Credo-kínálat második legnagyobb teljesítményű motorral (220 kW) felszerelt típusa volt a Citadell 19 után. 
Ajtóképlete 1-1-0, összesen 51 távolsági utasüléssel rendelkezett. A Volán társaságok közül a Hatvani Volán egy, a Vasi Volán kettő, a Somló Volán három, a Kisalföld Volán Archiválva 2011. június 15-i dátummal a Wayback Machine-ben pedig hét példánnyal rendelkezett a típusból. Egy példány Romániában is közlekedett.
A típus utóda a Credo Optinell volt, amely 2012-ben váltotta az LH12-t.

## Lásd még
- Credo Optinell 12